# Institut de Dret de l'Espai i de les Telecomunicacions
L'Institut de Dret de l'Espai i de les Telecomunicacions (IDEST) va ser creat l'any 2000 sota la iniciativa de professionals relacionats amb el dret d'activitats espacials i el dret de telecomunicacions. L'IDEST es troba lligat al Col·legi d'Estudis Interdisciplinaris de la Universitat de Paris-Sud i està conformat al seu torn de variats professors, conferenciats, investigadors i estudiants de doctorat, tots sota la supervisió d'un consell científic compost per renombrados professionals de tots dos sectors.

## Una doble competència
L'IDEST abasta tots els aspectes jurídics relacionats a la utilització de l'espai i les aplicacions espacials. Igualment, té interès en la cooperació industrial, en el finançament de projectes, per la qual cosa compta amb una capacitat per realitzar anàlisi de polítiques espacials nacionals civils, comercials i militars. D'altra banda, l'IDEST exerceix les seves competències a l'àrea de dret de les comunicacions electròniques, particularment amb relació a la regulació de mercats, a la utilització de recursos limitats, la normalització, equipaments i aplicacions. En fi, l'Institut exerceix el seu rol amb relació a assumptes connexos al dret de la informació; defensa i seguretat.

## Una política d'investigació internacional
L'Institut congrega un grup d'investigadors provinents de més de 10 països i compta amb la capacitat fer estudis i assessories en diversos idiomes, entre els quals destaquen; francès, xinès, àrab, anglès, espanyol, alemany, iranià, rus i japonès. L'institut posseeix representants en l'exterior que al seu torn es troben enllaçats amb la seva seu matriu en Paris. Des de la seva creació, l'IDEST ha conclòs nombrosos contractes d'investigació amb els principals instituts relacionats les activitats espacials i les telecomunicacions. De manera freqüent, els seus membres publiquen articles en revistes especialitzades, i participen en totes i cadascuna de les millors manifestacions científiques al voltant del món. L'Institut acompanya, en qualitat de tutor, tesis doctorals, emmarcant-se moltes d'elles en codirección amb establiments internacionals.

## Una competència educativa reconeguda
L'IDEST està a càrrec de la gestió del Màster especialitzat en dret d'activitats espacials i de les telecomunicacions de la Universitat de París-Sud. Els seus membres intervenen en nombroses altres universitats o grans escoles a França i a l'estranger, i molt espacialment en l'ISAE-Supaero, Supelec, ENSTA, ISU, Universitat de Strasbourg, Institut d'estudis polítics de París, etc. L'IDEST ha format, igualment, professionals en dret espacial i de telecomunicacions ensenyant a França i a l'estranger.
L'any 2011 va ser subscrita una Convenció entre l'ISAE i la Universitat de París-Sud per al desenvolupament d'una cooperació estructurada entra els dos establiments, en matèria de dret espacial.

## Les trobades de l'IDEST

### Jornades Europees
Afermat a la seva xarxa internacional d'investigadors i d'antics estudiants, l'IDEST organitza amb regularitat, jornades en diversos països de la Unió Europea. Aquestes jornades reuneixen Universitats i experts francesos en una mateixa ciutat dos anys consecutius amb l'objecte de reforçar la cooperació acadèmica i professional en el marc d'una confrontació d'experiències jurídiques nacionals i de diferents enfocaments del dret.
Les primeres jornades europees de l'IDEST van tenir lloc a Romania, a la ciutat de Sibiu, amb temes entorn d'Europa en la societat de la informació (2007) i la regulació del mercat de telecomunicacions ?intercanvi d'experiències- (2008). Les segones jornades europees van tenir lloc a Hongria a la ciutat de Budapest, abordant temes sobre Lliure Competència i regulació del mercat de les telecomunicacions (2010) i la Lliure Competència en la indústria de les xarxes (2011).

### Col·loquis amb ocasió a la Jornada Mundial de les Telecomunicacions
La jornada mundial de les telecomunicacions Arxivat 2017-05-19 a Wayback Machine. i la societat de la informació ha estat creada per la Unió Internacional de Telecomunicacions (UIT) amb l'objecte de contribuir a sensibilitzar l'opinió de les perspectives que obre la utilització de les tecnologies de la informació i de les comunicació (TIC) pel que fa a l'assumpte econòmic i social, així com a les maneres de reduir la ?bretxa digital?.
El 17 de maig marca l'aniversari de subscripció de la primera convenció telegràfica internacional i de la creació de la Unió Internacional de Telecomunicacions. Aquesta és la raó per la qual ha estat seleccionada tal data. L'IDEST ha decideixo d'organitzar cada any un col·loqui jurídic dins d'aquest marc per reunir, al voltant dels més grans especialistes del dret de les telecomunicacions, els advocats i els juristes del sector per un panorama de qüestions sovint complexes, lligades el desenvolupament de les xarxes i dels serveis de comunicacions electròniques.
El tema seleccionat l'any 2010 per al col·loqui va tractar sobre El nou quadre reglamentari de les telecomunicacions després de la Review 2009 i dins de la perspectiva de la seva transposició en dret francès. L'edició 2011 es va concentrar sobre L'accés ultra-ràpid a la banda ampla per a tots.

## Contractes d'investigació

### Contractes nacionals
Després de la seva creació, l'IDEST va obtenir diversos contractes d'investigació nacional, específicament amb el Centre Nacional d'Estudis Espacials (CNES- sigles en francès) en el marc de l'elaboració del projecte de llei sobre les operacions espacials pel qual l'IDEST va estar enterament lligat. Igualment, l'IDEST va subscriure un important contracte amb la Regió Ile de France per desenvolupar la mobilitat ?entrant i sortint- dels estudiants i d'investigadors en dret de telecomunicacions entre la Universitat de París-Sud i les Universitats de la ciutat de Budapest. L'any 2011, la missió d'experts de l'IDEST aborda el tema del dret de les freqüències amb la signatura de dos contractes, un amb l'ANFR, l'altre amb el CNES, així com sobre la Gobernanza espacial a Europa en el marc d'una investigació per al Centre d'Anàlisis estratègiques, adscrit al Primer Ministre Francès.

### Contractes Europeus
Després de dos contractes d'investigació amb l'Agència Espacial Europea (ESA), amb relació a la matèria de protecció planetària i de centrals espacials solars, l'IDEST va obtenir la confiança de la Unió Europea amb dos grans projectes; El Twining Project Européene UA/06/PCA/OT/05 Boosting Ukranian Space Cooperation with the european Union, els quals es van traduir en una sèrie de trobades organitzades a la ciutat de Kíev entre juny 2008 i febrer 2010, el Collaborative Project Consent (7mo programa marc) relatiu a la protecció de dades personals a les xarxes socials. L'IDEST va treballar igualment en estreta col·laboració amb les autoritats romaneses per la transposició del dret europeu de telecomunicacions.

### Contractes Internacionals
Entre els contractes d'investigació internacionals, l'IDEST va fer estudis per compte del Lockeed Martin (USA) sobre protecció de béns espacials, i amb l'estat de Singapur sobre el turisme espacial.

## Associacions

### Universitats/Centres d'Investigació
L'IDEST va desenvolupar associacions estratègiques amb diversos universitats a França i a l'estranger : ISAE-Supaero (Tolosa de Llenguadoc-França), Space Policy Institute (Washington-EUA), Centre Internacional de Dret Espacial (Kíev-Ucraïna), Universitat Catòlica Péter Pázmány (Budapest, Hongria), Universitat de Jaén (Jaén, Espanya), Universitat Tecnològica de Harbin (Harbin-Xina) i la Universitat La Sapienza (Roma-Itàlia).

### Mitjans Professionals
Després de la seva creació l'IDEST va establir sòlids contactes amb el mitjà professional dels sectors de l'espai i de les telecomunicacions. L'Institut es va crear sota l'impuls de CNES i de l'ESA i les seves activitats estan recolzades per diversos operadors prestigiosos com Eutelsat, EADS, Marsh i Thales. Pel que fa a les telecomunicacions, Les agències de regulació franceses com l'ARCEP i l'ANRFr van participar igualment en la definició de les activitats d'investigació de l'institut qui es beneficia avui dia de vincles privilegiats amb el grup France Telecom. Igualment, diversos bufets d'advocats de la ciutat de Paris treballen en estreta col·laboració amb l'IDEST com Bird & Bird, Ernst & Young, Gide Loyertte Nouel, Iteanu & Associats i YGMA.

## El Màster 2 en Dret d'Activitats Espacials i de Telecomunicacions
Primer diploma al món que associa l'estudi del dret de l'espai i de les telecomunicacions, aquesta formació va ser creada amb el suport del mitjà professional per satisfer els sectors en plena expansió sol·licitants d'egressats altament qualificats. El contingut del màster ha estat creat en associació amb les grans empreses i institucions dels sectors espai/aeronàutica i telecomunicacions.
Cada any les orientacions del màster són reorientades en funció de les realitats del mercat de treball. Les matèries fonamentals són completades per seminaris pràctics i una pasantía de llarga durada (a França o a l'estranger). El contacte directe i permanent amb el mercat de treball és afavorit a través d'un equip pedagògic majoritàriament compost per professionals (70% dels intervinents), cursos impertidos pels futurs patrons; cursos impartits a la seu de les empreses i institucions prestigioses (50% dels cursos), visites i viatges professionals a França i a l'estranger, projectes professionals conduïts per la quanta d'associats del màster, així com una xarxa internacional d'antics estudiants.

### Una formació Internacional
La formació és oberta a Europa i el món gràcies al fet que les seves matèries combinen un enfocament nacional i internacional de problemàtiques, els seus cursos són impartits en francès i en anglès, el seu equip pedagògic multicultural (9 nacionalitats), les seves promocions compostes per meitat d'estudiants estrangers (després de 2002, el màster ha rebut 264 estudiants provinents de 61 nacionalitats), la seva participació té grans esdeveniments internacionals.

### Una formació interdisciplinària
La formació respon a l'acompliment professional associant el dret a unes altres disciplines-ciències, enginyeria, economia, gestió, ciències polítiques. El caràcter interdisciplinari del seu equip pedagògic i de les seves promocions facilita la integració de la formació en el si de l'empresa o de la institució per una comprensió ràpida i profunda dels assumptes a tractar i amb una veritable capacitat de diàleg amb tots els components, especialment els departaments tècnics.

### Un padrí per promoció
Cada promoció disposa d'un padrí que acompanya als estudiants al llarg de l'any. La promoció porta el nom del padrí.
- 2002 - 2003 : Centre Nacional d'Estudis Espacials (CNES)
- 2003 - 2004 : Agència Espacial Europea (ESA)
- 2004 - 2005 : EADS
- 2005 - 2006 : Autoritat reguladora de les comunicacions electròniques i postals (ARCEP)
- 2006 - 2007 : France Télécom
- 2007 - 2008 : Eutelsat
- 2008 - 2009 : Ministeri de l'economia, de la indústria i de l'ocupació - França
- 2009 - 2010 : Thales Alenia Space (TAS)
- 2010 - 2011 : Gide Loyrette Nouel
- 2011 - 2012 : Safran
- 2012 - 2013 : Bouygues Telecom
- 2013 - 2014 : Arianespace

### Avaluació del Màster
L'agència d'avaluació de la investigació i de l'ensenyament superior (AERES- sigles en francès) qui avalua cada any l'oferta de formacions a França ha atorgat al Màster en dret d'Activitats Espacials i de telecomunicacions la màxima nota d'A+, classificant a la formació entre les millors de França sense distinció de disciplines.